# Músculo vertical
O músculo vertical é um músculo intrínseco da língua.